# Bishop Auckland
Pour les articles homonymes, voir Auckland (homonymie).
Bishop Auckland est une ville anglaise et une paroisse civile située dans l'autorité unitaire et le comté de Durham. En 2011, sa population était de 16 276 habitants.

## Jumelage
- Ivry-sur-Seine (France) depuis 1961[1]

## Personnalités
- Steve Vickers et Ben Roberts, footballeurs, y sont nés respectivement en 1967 et en 1975.
- Arthur Ibbetson (1924-1997), directeur de la photographie, y est né ;
- John James Jackson (1977-), bobeur, y est né ;
- Robert Kaye Greville (1794-1866),  mycologue, phycologue et botaniste, y est né ;
- Henry Liddell (1811-1898), linguiste britannique, philologue helléniste, y est né ;
- Henry Montagu Villiers (1813-1861), membre du clergé anglais de l'Église d'Angleterre, y est mort.
- [Jack Massey Welsh](1996-Present)

Youtubeur britannique qui est connu pour ses vidéos sur les plaques "playbuttons" de YouTube il a aussi plein de chaînes sur des topiques différents.